# D.A.N. (アルバム)
『D.A.N.』（ダン）は、D.A.N.の1stフルアルバム。2016年4月20日にSSWB / BAYON PRODUCTIONから発売された。

## 解説
グループの名が冠された本作は、ミニマル・ミュージックの分野で活躍するD.A.N.にとって初のアルバム作品である。2015年に発表されたEPである『EP』、および1stシングル『POOL』からそれぞれ1曲と、新録6曲の計8曲が収録されている。ジャケットワークなどのデザインはZANが担当している。ジャケットワークは薄暗いグラデーションの中央にアルバム名及びグループ名が印字されたシンプルなデザイン。第9回CDショップ大賞2017では一次ノミネートを果たし、入賞5作品に選出された。

## 収録曲
| 全作詞: 櫻木大悟、全作曲・編曲: D.A.N.。 |                   |          |            |      |
| #                                        | タイトル          | 作詞     | 作曲・編曲 | 時間 |
| 1.                                       | 「Zidane」        | 櫻木大悟 | D.A.N.     | 4:09 |
| 2.                                       | 「Ghana」         | 櫻木大悟 | D.A.N.     | 4:55 |
| 3.                                       | 「Native Dancer」 | 櫻木大悟 | D.A.N.     | 5:58 |
| 4.                                       | 「Dive」          | 櫻木大悟 | D.A.N.     | 4:47 |
| 5.                                       | 「Time Machine」  | 櫻木大悟 | D.A.N.     | 4:46 |
| 6.                                       | 「Navy」          | 櫻木大悟 | D.A.N.     | 5:02 |
| 7.                                       | 「Curtain」       | 櫻木大悟 | D.A.N.     | 7:12 |
| 8.                                       | 「Pool」          | 櫻木大悟 | D.A.N.     | 5:00 |
| 合計時間:                                | 合計時間:         | 41:49    |            |      |